# Tervaskanto
Tervaskanto — альбом финской фолк-метал-группы Korpiklaani, вышедший 27 июня 2007 года на Napalm Records. Ограниченным тиражом было выпущено издание, включающее в качестве бонуса DVD с выступлением группы на фестивале Wacken Open Air.
На альбоме использованы традиционные инструменты, такие как аккордеон, скрипка, флейта. Поданы мощные песни в стиле фолк-метала, с элементами хумппа и долей юмора.

## Список композиций
1. «Let’s Drink» — 2:43;
2. «Tervaskanto (Resinous Stump)» — 3:54;
3. «Viima (Icy Wind)» — 3:33;
4. «Veriset äpärät (Bloody Bastars Children)» — 4:27;
5. «Running With Wolves» — 3:53;
6. «Liekkiön isku (The Revenge Of Liekkiö)» — 2:56;
7. «Palovana (Inner Fire)» — 5:04;
8. «Karhunkaatolaulu (Bear Hunt Song)» — 2:52;
9. «Misty Fields» — 3:25;
10. «Vesilahden veräjillä (At The Gates Of Vesilahti)» — 6:58;
11. «Nordic Feast» — 2:46.